# Maryanne Trump Barry
Maryanne Trump Barry (New York, 5 april 1937 – aldaar, 13 november 2023) was een Amerikaanse advocaat en rechter in het Hof van Beroep voor het 3e circuit met senior status (rechter in deeltijd). Ze is een oudere zus van Donald Trump, de 45e en 47e president van de Verenigde Staten.

## Biografie
Barry werd geboren als Maryanne Trump in het New Yorkse stadsdeel Queens, als eerste kind van vastgoedontwikkelaar Fred Trump en Maria Anne MacLeod Trump. Zij bezocht de Kew-Forest School, net als haar jongere broer Donald Trump. Ze studeerde in 1958 cum laude af met een Bachelor of Arts-graad aan het Mount Holyoke College en in 1962 met een Master of Arts in 'publiek recht en bestuur' van Columbia University. Later studeerde ze aan een onderzoeksschool en behaalde de graad Juris Doctor (Doctor of Law) aan Hofstra University School of Law in 1974.

### Carrière
Barry was een Assistent-Procureur van Verenigde Staten voor het District van New Jersey van 1974 tot 1983. Ze diende als Executive Assistant Procureur van Verenigde Staten van 1981 tot 1982. Ze was Eerste Assistent-Procureur van Verenigde Staten van 1981 tot 1983.
Barry werd op 14 september 1983 door president Ronald Reagan  genomineerd voor een zetel in de arrondissementsrechtbank van de Verenigde Staten voor het district New Jersey. Ze werd op 6 oktober 1983 door de Senaat van de Verenigde Staten bevestigd en ontving de volgende dag haar commissie. Haar dienst werd beëindigd op 25 oktober 1999.
Barry werd op 17 juni 1999 door de Democratische president Bill Clinton voorgedragen als rechter bij het Amerikaanse hof van beroep voor het derde circuit, ter vervanging van H. Lee Sarokin, die in 1996 met pensioen was gegaan. In een reactie tegenover het New Jersey Law Journal zei ze verrast en dankbaar te zijn.
Barry werd op 13 september 1999 unaniem bevestigd door de Senaat van de Verenigde Staten en ontving haar commissie op 22 september 1999. Barry's reputatie in de rechtbank was die van een doortastende rechter met een sterke beheersing van haar rechtszaal. In 1989 keurde zij, als rechter van het districtshof in Newark (New Jersey), een onderhandelingsovereenkomst af die twee provinciedetectives zou hebben vrijgesproken, die van het beschermen van een drugdealer werden beschuldigd, waardoor de zaak moest voorkomen. De rechercheurs werden veroordeeld tot gevangenisstraffen. Ze boog zich ook over de veroordeling van Louis Manna, de baas van de Genuese misdaadfamilie die ervan beschuldigd werd betrokken te zijn bij een samenzwering om de rivaliserende John Gotti te vermoorden.  
Op 30 juni 2011 kreeg Barry senior-status. In de eerste week van februari 2017, ongeveer twee weken na de inauguratie van haar broer als president, nam ze de status aan van inactieve senior.
Barry ging met pensioen op 11 februari 2019. Dat zorgde voor stopzetting van het onderzoek naar haar mogelijke betrokkenheid, samen met haar broers en zussen, bij frauduleuze belastingtechnische constructies. Het onderzoek werd stopgezet, zonder tot een conclusie te zijn gekomen.

### Privéleven
Barry's eerste echtgenoot was David Desmond; ze scheidden in 1980. In 1982 hertrouwde ze met John Joseph Barry, een advocaat uit New Jersey. Hij stierf op 9 april 2000. Barry kreeg een zoon uit haar eerste huwelijk, de New Yorkse psycholoog David William Desmond.
In 2016 schonk ze 4 miljoen dollar aan Fairfield University, een katholieke instelling, om beurzen te financieren en de universiteit van een centrum voor ignatiaanse spiritualiteit te voorzien.
Maryanne Trump Barry overleed op 86-jarige leeftijd aan de gevolgen van kanker.

## Prijzen
In 2004 kreeg Barry uit handen van rechter in het Hooggerechtshof Sandra Day O'Connor de naar haar vernoemde Sandra Day O'Connor Medal of Honor uitgereikt. De prijs wordt sinds 1996 door de Seton Hall University School of Law toegekend aan vrouwen die uitblinken in het recht en openbare dienstverlening. Tijdens de uitreikingsceremonie zei Barry: "Tegen vrouwen zeg ik: onthoud hoe moeilijk het was voor vrouwen als rechter O'Connor in het begin van hun carrière", daaraan toevoegend: "Hoewel ze met uitmuntende cijfers afstudeerde, moest ze een baan als juridisch secretaresse nemen. Onthoud hoe ver we gekomen zijn."